# Goszczyn (village)
Goszczyn (prononciation : [ˈɡɔʂt͡ʂɨn]) est un village polonais de la gmina de Goszczyn dans le powiat de Grójec de la voïvodie de Mazovie dans le centre-est de la Pologne.
Le village est le siège administratif de la gmina appelée gmina de Goszczyn.
Il se situe à environ 16 kilomètres au sud de Grójec (siège du powiat) et à 55 kilomètres au sud de Varsovie (capitale de la Pologne).
Le village possède approximativement une population de 920 habitants en 2006.

## Histoire
De 1975 à 1998, le village appartenait administrativement à la voïvodie de Radom.